# Bernardo Rezende
Bernardo Rocha de Rezende (sinh ngày 25 tháng 8 năm 1959, biệt danh: Bernardinho) là một cựu vận động viên - huấn luyện viên bóng chuyền quốc tịch Brasil. Rezende là huấn luyện viên thành công nhất trong lịch sử bóng chuyền với hơn 30 danh hiệu lớn trong sự nghiệp 20 năm dẫn dắt đội tuyển nam và nữ quốc gia Brasil. Hiện ông đang là người chỉ đạo cho đội tuyển nữ Rio de Janeiro Vôlei Clube.

## Sự nghiệp

### Vận động viên
Rezende tham gia thi đấu bóng chuyền từ năm 1979 đến năm 1985. Ông đã tham gia hai kỳ Olympic vào các năm 1980 và 1984, lần lượt giành vị trí thứ sáu và thứ hai (huy chương bạc) chung cuộc. Tại Đại hội Pan American Games năm 1983, ông xuất sắc giành ngôi vị quán quân. Rezende từng thi đấu cho các câu lạc bộ Fluminense, Volley Atlantica Boavista, Flamengo và Vasco da Gama từ năm 1972 đến năm 1988. Ông giành huy chương vàng cùng với Atlantica Boavista tại giải Brazil Super League (Cúp vô địch Brasil) năm 1981.

### Huấn luyện viên
- 1990: Huấn luyện viên đội tuyển nữ quốc gia Brasil.
- 2001: Huấn luyện viên đội tuyển nam quốc gia Brasil.
- 2004 và 2016: Giành huy chương vàng cùng đội tuyển nam tại Olympic Athens và Olympic Rio.[3]

## Danh hiệu cá nhân

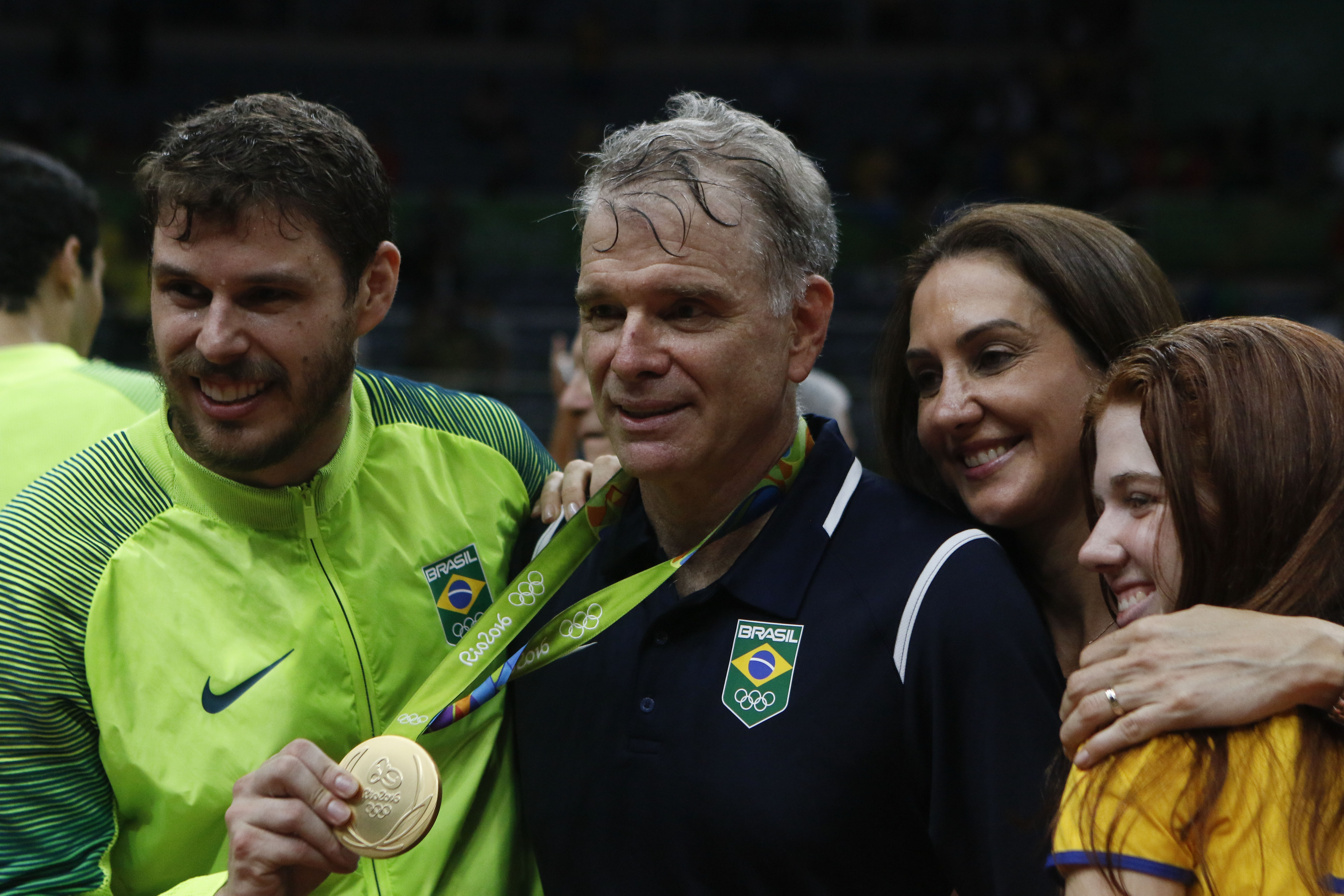
Bernardo Rezende (giữa) cùng con trai Bruno và vợ Fernanda Venturini (đứng đầu tiên và thứ ba từ trái sang)

- 2008 - Brazilian Superliga - Huấn luyện viên xuất sắc nhất
- 2011 - Brazilian Superliga - Huấn luyện viên xuất sắc nhất
- 2011 - ESPN - Huấn luyện bóng chuyền viên xuất sắc nhất
- 2012 - Volleyball Globe - Huấn luyện viên xuất sắc nhất

## Đời tư
Rezende kết hôn với vận động viên Vera Mossa năm 1985. Hai người có một con trai là Bruno Rezende và sau này anh cũng trở thành một vận động viên bóng chuyền. Năm 1994, Rezende ly hôn; đến năm 1999, ông kết hôn với Fernanda Venturini và sinh được hai người con gái.

## Dự án khác
Bên cạnh những đóng góp cho bóng chuyền Brasil, Bernardo Rezende còn tham gia vào một số dự án khác, có thể kể đến:
- Delirio Tropical - Nhà hàng thành lập năm 1983 với 9 cửa hàng ở Rio de Janeiro.
- Bodytech Group - Trung tâm thể hình lớn nhất khu vực Mỹ Latinh với hơn 50 chi nhánh và khoảng 87,000 học viên.
- Instituto Compartilhar - Tổ chức phi chính phủ do Rezende thành lập với mục đích rèn luyện thể thao cho những thanh niên trong điều kiện khó khăn.
- eduK - Viện giáo dục trực tuyến.